# Colonsay

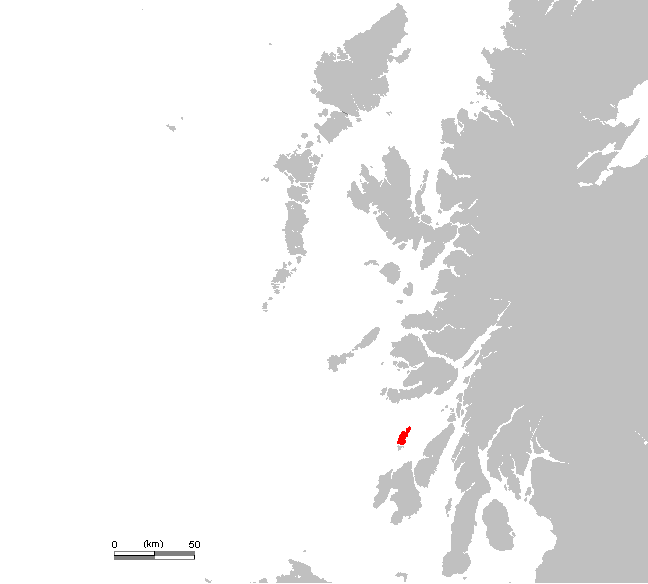
Colonsay elhelyezkedése Skóciában

Colonsay (skót gael nyelven Colbhasa) a Belső-Hebridák egyik szigete Skóciában. Területe 4074 hektár, lakosainak száma körülbelül 110. Leginkább gazdag vadvilágáról, növényeiről és tengerpartjáról ismert. A szigetet komppal lehet megközelíteni Obanból. Magát a szigetet buszjáratokkal lehet körbejárni, de lehet kerékpárt is kölcsönözni, mivel a sziget mindössze 13 kilométer hosszú és 4,8 kilométer széles.
Colonsay lakossága 3 kicsi faluban él, a legnagyobb Scalasiag, ahol a komp is kiköt. A komptól néhány mérföldre északra található a Colonsay Ház, amit 1772-ben építettek. 1904-ben vásárolta meg Lord Strathcona, a Canadian Pacific Railway vasúttársaság alapítója. A ház kertje és erdeje, melyben rhododendronok, óriáspálmák és egyéb egzotikus növények láthatóak, szabadon látogathatóak.
A szigeten több álló kő látható, valamint vaskori erődítmények, mint a Dun Eibhinn. A Colonsay-i vadvilág változatos, főleg a madarak tekintetében. Több ritka madár is fészkel itt. Megfigyelhető a kormorán, aranysas, sólyom, a háromujjú csüllő, a lumma és vadkecskék is élnek a szigeten. Colonsay tengerpartja, különösen Kiloran Bay-nél az egyik legjobb a Hebridákon.
A sziget főképp a turizmusból él, bár szállodája csak egy van, de számos villát is kiadnak turistáknak. A szigeten nyugodt az élet, a bűnözés szinte ismeretlen. 2006-ban nagy visszhangot váltott ki az az eset amikor egy glasgowi munkás egy házból, ami nem volt bezárva, 60 font készpénzt lopott. 2004 óta ez volt az első bűneset, és az első olyan eset, amikor magánházból loptak.
2008-ban rendezték meg a sziget első népi fesztiválját, a Ceòl Cholasa-t, amit 2009-ben ismét megrendeztek.
1995-ben egy mezolitikus korból, mintegy 9000 évvel ezelőttről származó mogyoró-feldolgozó hely nyomait találták meg a sziget keleti partjain. Egy nagy gödörben több ezer megégett mogyoróhéjat találtak. Mogyorót más mezolitikus lelőhelyen is találtak már, de soha ilyen mennyiségben, és soha nem egy helyen koncentrálódva. A pollenanalízis azt mutatta, hogy a mogyorófákat egyszerre vágták ki. Valószínű, hogy a csoport, ami ekkor a szigeten élt, vegetáriánus étrenden élt a szigeten eltöltött idő alatt.

## Külső hivatkozások
- Colonsay Brewery
- A sziget weboldala
- Colonsay Ház és kertjei
- The Corncrake, Colonsay újságja
- On The Edge, sokumentumfilm Colonsayről

## Fordítás
Ez a szócikk részben vagy egészben  a   Colonsay című angol Wikipédia-szócikk ezen változatának fordításán alapul.  Az eredeti cikk szerkesztőit annak laptörténete sorolja fel. Ez a jelzés csupán a megfogalmazás eredetét és a szerzői jogokat jelzi, nem szolgál a cikkben szereplő információk forrásmegjelöléseként.